# Waybeer
Way Beer é uma cervejaria premiada localizada em Pinhais, região metropolitana de Curitiba, Paraná, Brasil. Fundada em 2010,  pelos mestres cervejeiros Alessandro Oliveira e Alejandro Winocur. A cervejaria é conhecida por diversas inovações em suas receitas como utilização de insumos locais, fermentação espontânea, envelhecimento em madeiras típicas do Brasil, como a Amburana, e cervejas ácidas. Foi pioneira no Brasil na utilização de crowlers. Em outubro de 2015 iniciou a distribuição de suas cervejas no mercado norte-americano.

## Principais Prêmios
| Ano  | Prêmio                     | Reconhecimento               |
| ---- | -------------------------- | ---------------------------- |
| 2012 | South Beer Cup             | Quatro prêmios.              |
| 2015 | Ratebeer                   | melhor cervejaria do Brasil. |
| 2014 | 1o Prêmio Maxim de Cerveja | melhor Pale Ale do Brasil.   |